# 1930-talet

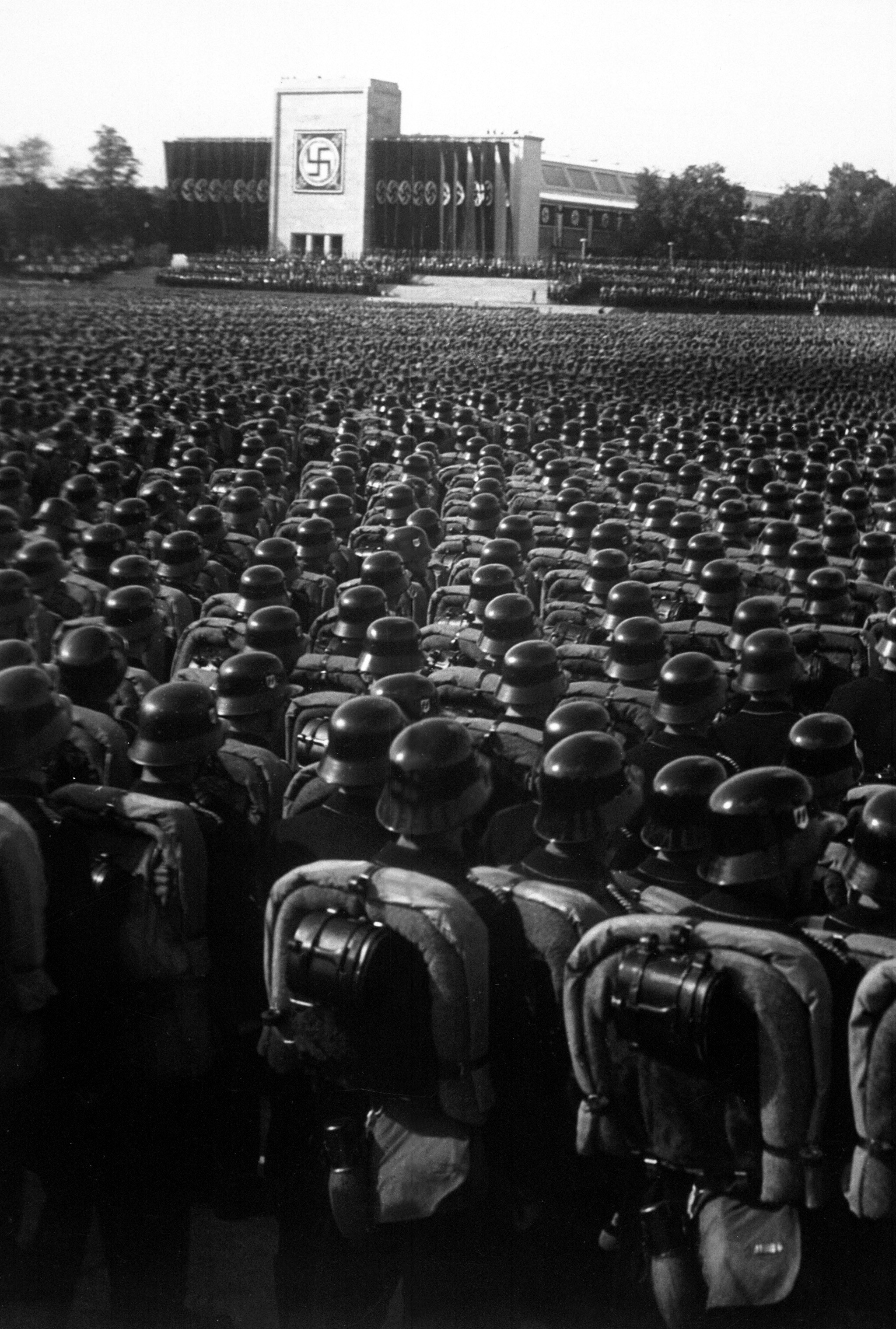
Nationalsocialistiska tyska arbetarepartiet (NSDAP) i Tyskland under möte 1935. NSDAP:s maktövertagande i Tyskland förberedde andra världskriget.

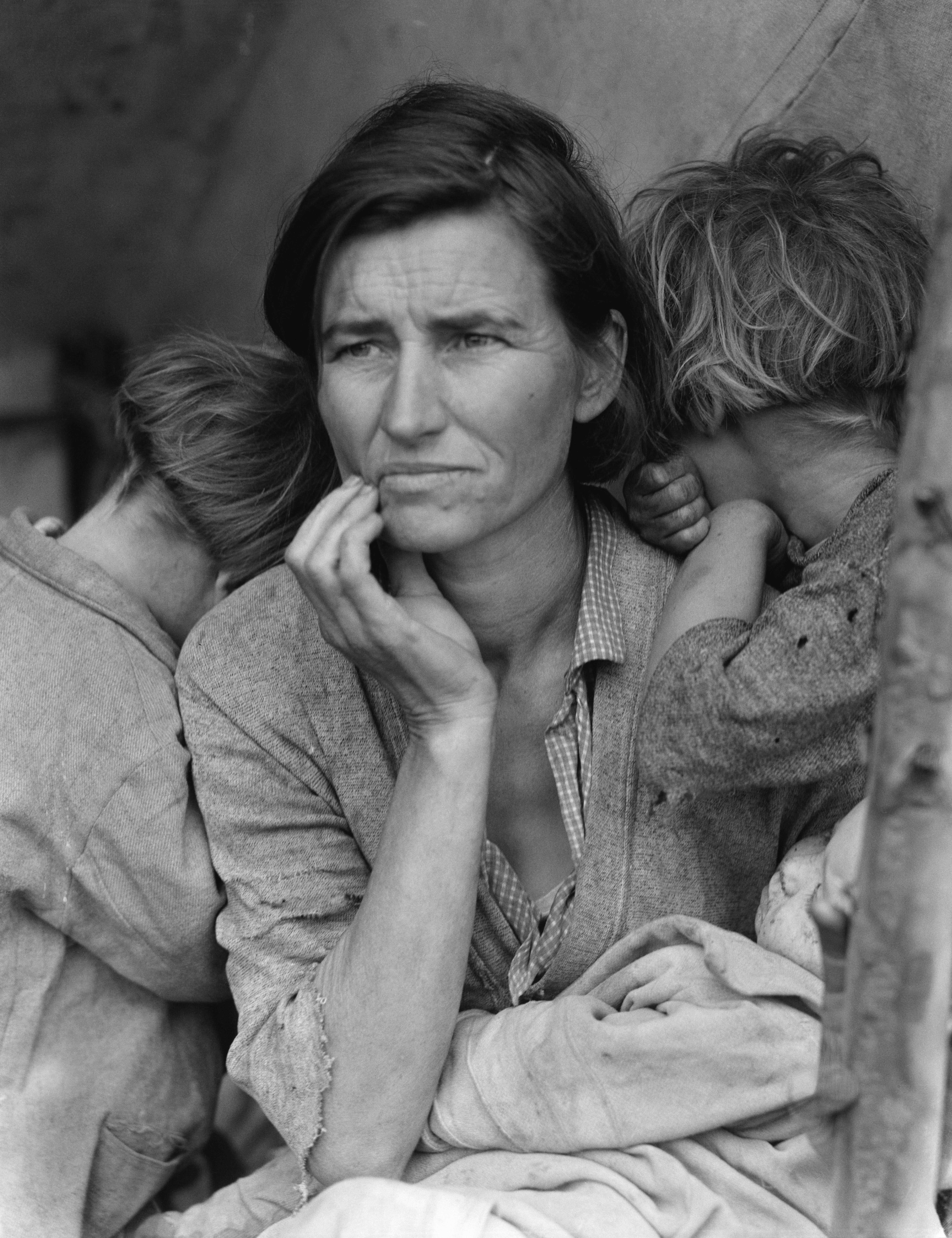
Den stora depressionen slog hårt mot framför allt USA.

Symboliskt talar många om att decenniet började redan med börskraschen i USA den 24 oktober 1929, då lågkonjunkturen "Den stora depressionen" började. Det tidiga 1930-talet präglades av lågkonjunkturen, vilken skapade social nöd. I storstäder var det ofta bråk och slagsmål med politiska extremister inblandade. Under decenniets senare del ökade antalet diktaturer och auktoritärt styrda stater. Motsättningarna mellan dem och världens ledande liberala demokratier ökade. Den växande spänningen föranledde andra världskrigets utbrott 1939.

## Händelser

### Viktiga händelser under decenniet
- 1930 - Planeten Pluto upptäcks.
- 14 maj 1931 - Svensk militär skjuter mot demonstranter i Ådalen.
- 30 januari 1933 - Adolf Hitler blir rikskansler i Tyskland.
- 1936 - Moskvarättegångarna mot utrensade kommunister inleds i Sovjetunionen.
- 1936-1939 - Spanska inbördeskriget utkämpas.
- 1 juli 1937 - Japan angriper Kina.
- 12 mars 1938 - Tyskland annekterar Österrike genom den så kallade Anschluss.
- 30 september 1938 - Münchenavtalet, som innebär att Sudetenland fråntas Tjeckoslovakien och övergår till Nazityskland, undertecknas.
- 20 december 1938 - I Sverige undertecknas Saltsjöbadsavtalet mellan LO och SAF.
- 1 september 1939 - Tyskland invaderar Polen och andra världskriget bryter därmed ut.
- 30 november 1939-13 mars 1940: vinterkriget

### År1930

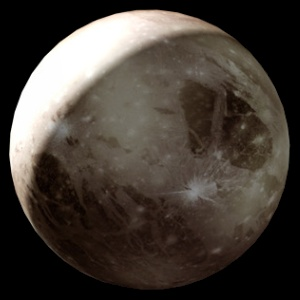
Pluto.

- 18 februari – Att himlakroppen Pluto upptäckts av den amerikanske astronomen Clyde Tombaugh bekräftas.
- 28 mars – Konstantinopel får officiellt namnet Istanbul.
- 4 april – Inbördeskrig i Kina.
- 30 juli – Uruguay vinner med 4-2 mot Argentina då första VM-finalen i fotboll spelas i Montevideo.
- 22 augusti – Det meddelas att Salomon August Andrées nordpolsexpedition 1897 återfunnits [1].
- 14 september – NSDAP går starkt framåt vid tyska riksdagsvalet, från 2,6 1928 till 18,3. Även kommunisterna går starkt framåt. NSDAP får totalt 6.202.957 röster vilket ger dem 103 mandat i den tyska riksdagen, mot tidigare 12.
- 7 december – Television demonstreras för första gången i Sverige på biografen Röda Kvarn i Stockholm. Skådespelaren Fridolf Rhudin syns i rutan.
- 31 december – Lagen om åtta timmars arbetsdag antages definitivt i Sverige efter en försöksperiod på elva år.

### År1931
- 17 februari – Polismästaren i Stockholm förbjuder Adolf Hitler och Joseph Goebbels att tala vid ett offentligt svenskt nazistmöte.
- 1 maj – Empire State Building i New York invigs.
- 3 maj – Andrémuseet i Gränna invigs.

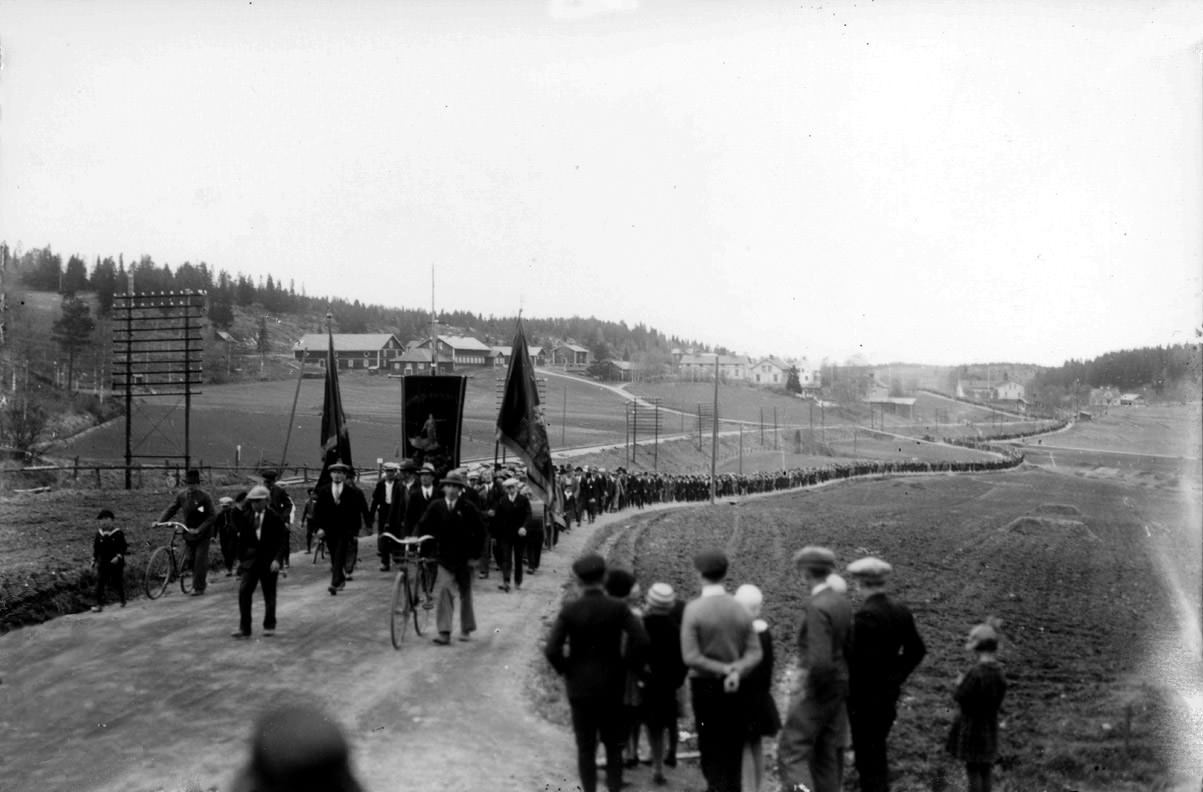
Ådalshändelserna.

- 14 maj – Svensk militär skjuter ihjäl fem personer vid en demonstration i Lunde i Ådalen, Sverige, vilket leder till demonstrationer runtom i Sverige.
- 13 juli – Den tyska bankkrisen når sin kulmen, och det internationella betalningssystemet rasar samman, delvis som följd av den internationella bankkrisen. De tyska börserna och bankerna stängs, och flera av USA:s banker går i konkurs.

### År1932

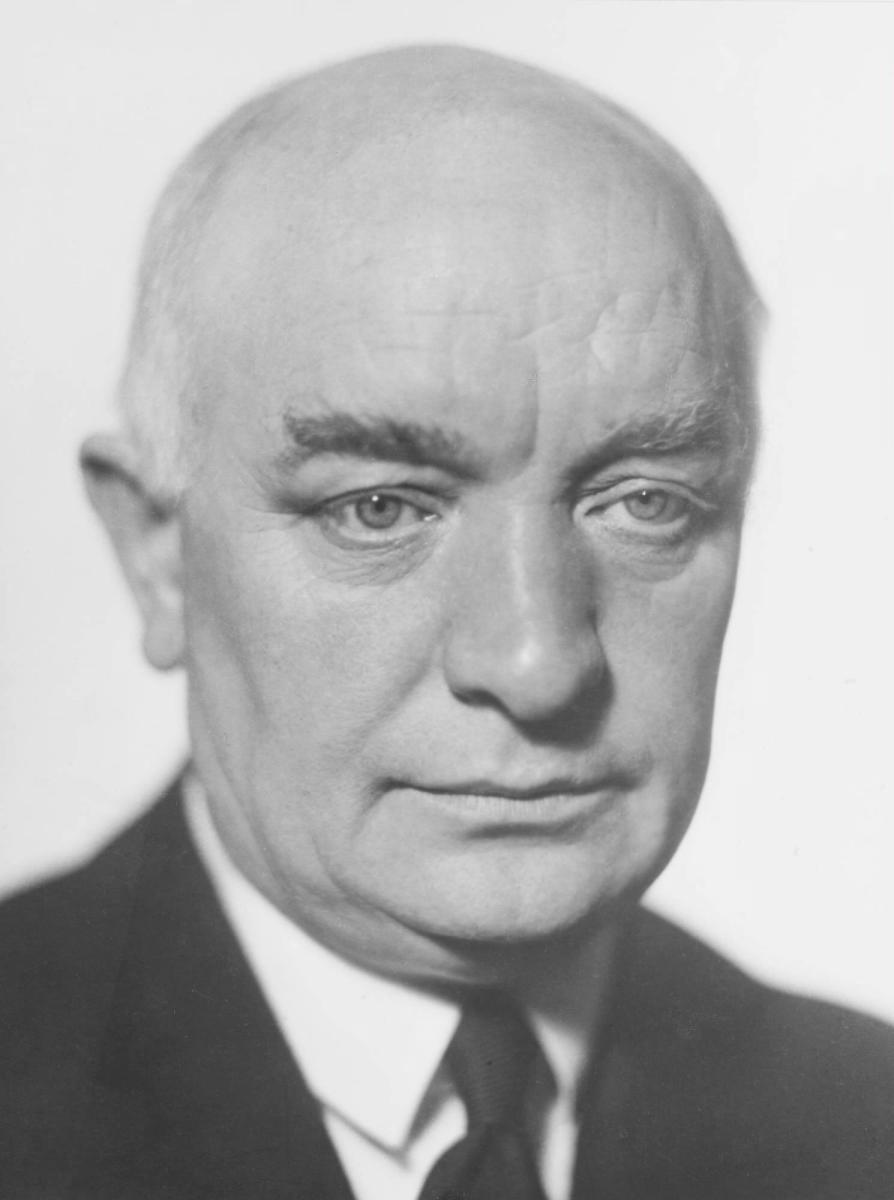
Per Albin Hansson

- 18 februari – Manchuriet, ockuperat av japanska soldater, utropas till självständig stat och stridigheterna mellan Japan och Kina upphör.
- 25 februari – Adolf Hitler blir tysk medborgare.
- 7 mars – Fredrik von Sydow mördar sin far, politikern Hjalmar von Sydow, samt familjens hushållerska Karolina Herou och jungfru Ebba Hamn i hemmet på Norr Mälarstrand. Innan polisen kan gripa mördaren skjuter han sin fru och sedan sig själv på restaurang Gillet i Uppsala. Något motiv till de så kallade "von Sydowska morden" har aldrig framkommit.
- 12 mars – Den 52-årige svenske finansmannen Ivar Kreuger hittas skjuten i sin lägenhet i Paris, och självmord befaras. Detta och de ekonomiska svårigheter som följer på det kallas "Kreugerkraschen".
- 5 juli – António de Oliveira Salazar blir fascistisk premiärminister i Portugal för de kommande 36 åren.
- 17 september – Det svenska andrakammarvalet blir en framgång för SAP, som vinner 14 mandat och har 104 platser i AK medan de borgerliga har 118. Ett krispaket står överst på SAP:s dagordning.
- 24 september – Per Albin Hansson bildar efter seger i svenska valet en socialdemokratisk regering som börjar bekämpa arbetslösheten med ett åtgärdsprogram i sin minoritetsregering. Felix Hamrin avgår som svensk statsminister.
- 8 november – Demokraten Franklin D. Roosevelt vinner presidentvalet i USA före republikanen Herbert Hoover.

### År1933
- 30 januari - Tysklands president Paul von Hindenburg utnämner efter månadslångt politiskt intrigspel Adolf Hitler till tysk rikskansler efter att ha bildat en "nationell" regering bestående av tysknationella och nazister.

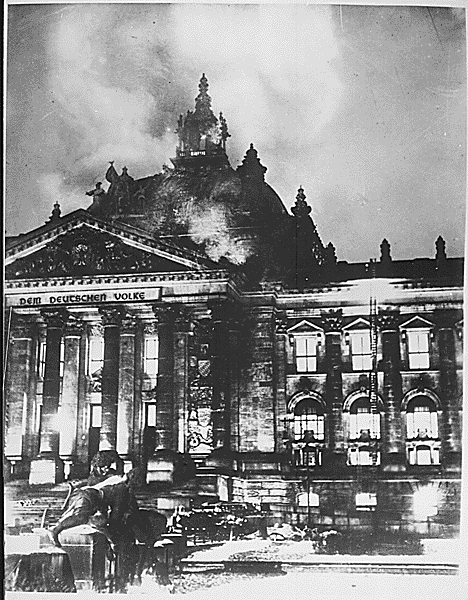
Riksdagshusbranden.

- 27 februari – Riksdagshuset i Berlin eldhärjas av oklara orsaker, vilket nazisterna använder för att inskränka de demokratiska fri- och rättigheterna. Nederländaren Marinus van der Lubbe anklagas för dådet.
- 20 mars – Det första koncentrationslägret för politiska fångar i Tyskland öppnas. Det är lägret i Dachau strax norr om München.
- 23 mars – Tyska riksdagen ger Adolf Hitler oinskränkt makt över Tyskland i fyra år utan riksdagen.
- 28 mars – Första övergreppen mot judar i Tyskland. Köpbojkott och svåra förföljelser.
- 26 april – Gestapo etableras.
- 2 maj – Adolf Hitler förbjuder fackföreningar i Tyskland.
- 1 juli – Den första reguljära svenska inrikesflyglinjen öppnas mellan Stockholm och Visby. Linjen blir succé och på tre veckor har över 600 passagerare åkt med.

### År1934
- 9 februari – Balkanpakten bildas genom att Grekland, Jugoslavien, Rumänien och Turkiet undertecknar ett avtal om gemensamt försvar av varje deltagande lands gränser.
- 12 februari – Gatustrider rasar i Wien och andra städer i Österrike mellan militär och arbetare. Undantagstillstånd införs, SPÖ och fackföreningar förbjuds.
- 29 mars – Tysklands riksregering fråntar vetenskapsmannen Albert Einstein hans tyska medborgarskap på grund av hans judiska börd.

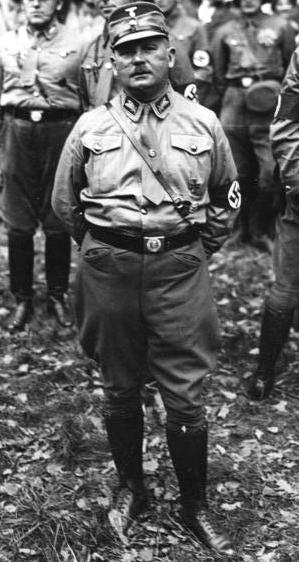
Långa knivarnas natt

- 30 juni – Under de långa knivarnas natt i Tyskland mördas ledande motståndare till nazisterna.
- 19 augusti – En folkomröstning i Tyska riket godkänner förslaget att förena ämbetena som rikspresident och rikskansler i en person – Adolf Hitler – som därigenom blir tyskarnas Führer.

### År1935
- 24 januari – Världens första ölburk säljs i Richmond, Virginia.[2]
- 24 maj – Prinsessan Ingrid gifter sig i Stockholm med kronprins Frederik (IX) av Danmark, bröllopskortegen följs av nästan 250 000 åskådare. De vigs i Storkyrkan.
- 29 maj – Boulderdammen står färdigbyggd i USA.
- 15 september – Hakkorsflaggan blir Tysklands nya nationalsymbol och Nürnberglagarna träder i kraft i Tyskland, varvid de tyska judarna förlorar sitt medborgarskap.
- 15 oktober – Trafiklösningen Slussen i Stockholm invigs och väcker internationell uppmärksamhet.

### År1936
- 9 maj – Efter att Italien formellt annekterat Abessinien förklarar Benito Mussolini kriget avslutat.
- 23 maj – Stockholms första reguljära flygplats på land invigs i Bromma av kung Gustaf V.
- 18 juli – Francisco Franco och andra generaler gör en statskupp mot den nyligen folkvalda vänsterrepublikanska regeringen, och inbördeskrig bryter ut. Kuppen utförs i Spanska Nordafrika.
- 20 september – Vid det svenska valet till Andra kammaren får socialdemokraterna 49,5% av rösterna. Nazisterna gör sitt bästa val i Sverige någonsin med 0,7%.
- 25 oktober – Adolf Hitler och Benito Mussolini tillkännager axeln Rom–Berlin.
- 3 november – Demokraten Franklin D. Roosevelt vinner presidentvalet i USA före republikanen Alf Landon.

### År1937

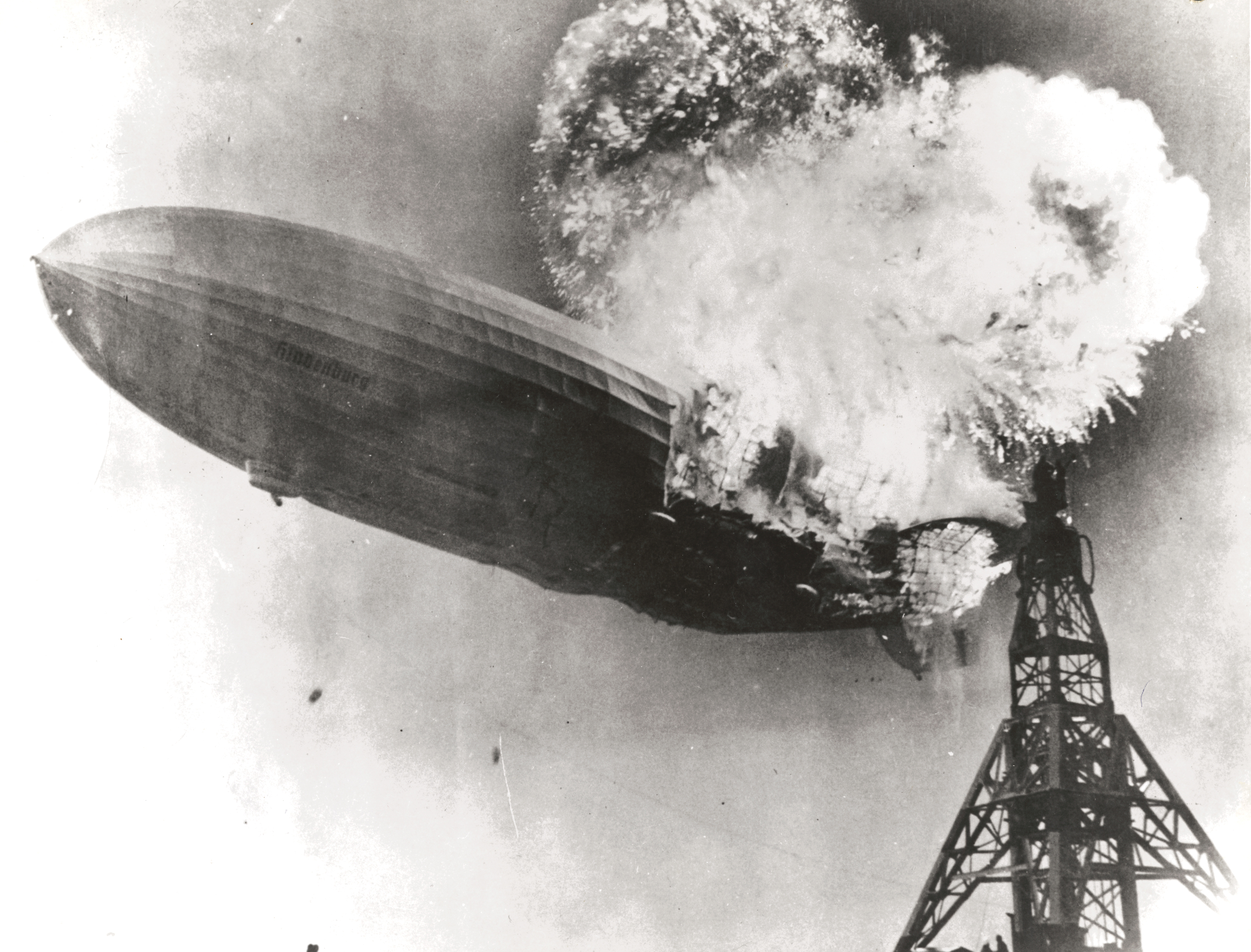
Hindenburgkatastrofen

- 30 januari – Fullmaktslagen som ger Adolf Hitler diktatorsmakt förlängs i fyra år.
- 26 april – Den baskiska staden Guernica i Spanien bombas av den tyska luftwaffeavdelningen Condorlegionen på begäran av Francisco Franco.
- 27 april – Golden Gate-bron i San Francisco öppnas för trafik.
- 6 maj – Det vätgasfyllda tyska luftskeppet Hindenburg fattar eld vid landningen i Lakehurst nära New York och 33 personer omkommer.
- 10 september – Mao Zedong sluter fred med Chiang Kai-shek för att bekämpa Japans angrepp på Kina.

### År1938

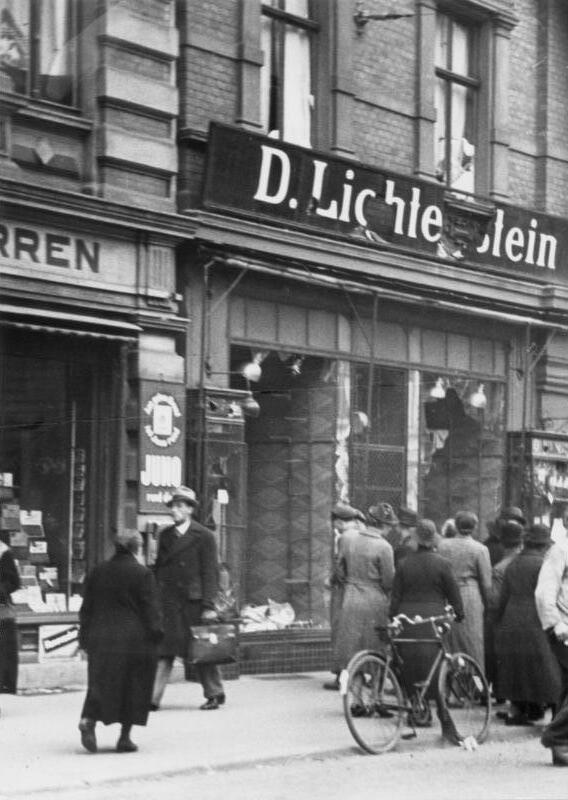
Kristallnatten

- 12 mars – Österrike invaderas av tyska trupper, folkmassor jublar.
- 13 mars – Adolf Hitler proklamerar att Österrike är en del av det Tyska riket genom Anschluss (anslutning).
- 29–30 september – Efter överläggningar mellan Tysklands rikskansler Adolf Hitler, Italiens diktator Benito Mussolini, Storbritanniens premiärminister Neville Chamberlain och Frankrikes president Édouard Daladier i München undertecknar dessa fyra, för sina länders räkning, Münchenöverenskommelsen. Den innebär bland annat att Tjeckoslovakien tvingas avträda Sudetlandet till Tyskland. När Neville Chamberlain kommer hem till Storbritannien menar han, att freden har räddats och säger att vi har fått "fred i vår tid".
- 1 oktober – Tyska trupper marscherar in i Sudetlandet.
- 21 november – Ett stort opinionsmöte mot judeförföljelserna i Tyskland hålls i Auditorium i Stockholm.
- 20 december – LO och SAF undertecknar ett huvudavtal i Saltsjöbaden vilket är grunden till "Den svenska modellen". Man beslutar att man skall nå samförstånd genom förhandlingar istället för konflikter ("Saltsjöbadsandan"), för att garantera arbetsfreden framöver. Avtalet innehåller regler om samarbetsorgan, Arbetsmarknadsnämnden, förhandlingsordning, uppsägning av arbetare samt ekonomiska åtgärder och samhällsfarliga konflikter.

### År1939
- 15 mars – Tjeckoslovakien upphör att existera eftersom tyska trupper ockuperar resterande delar av Böhmen och Mähren och riksprotektoratet Böhmen-Mäharen skapas, medan en tyskvänlig regering insätts i Slovakien.
- 28 mars - Madrid faller för Francisco Francos trupper efter tre års inbördeskrig som kostat ungefär 1,2 miljoner människoliv.
- 1 april – Spanska inbördeskriget tar slut.
- 5 april – Medlemskap i Hitlerjugend blir obligatoriskt för alla pojkar mellan 10 och 18 år i Tyskland.
- Maj – I Detective Comics #27 debuterar seriefiguren Batman, skapad av tecknaren Bob Kane och författaren Bill Finger. På svenska blir han även känd som Läderlappen.
- 1 maj – Första maj blir Sveriges första och länge enda borgerliga helgdag.
- 23 augusti – I Moskva ingår Sovjetunionen och Tyskland en icke-angreppspakt.

- 1 september

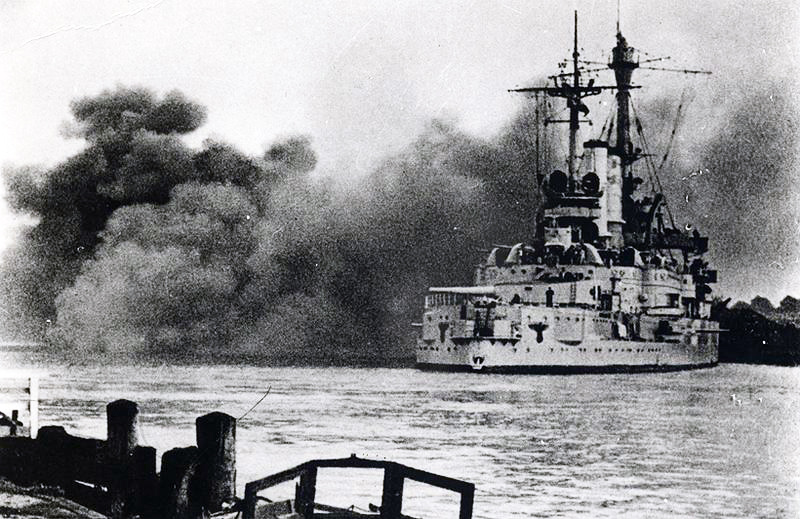
Andra världskriget börjar.

  - Tyskland invaderar Polen klockan 04.45 på morgonen och startar därmed andra världskriget. Sverige förklarar sig neutralt.
  - Sveriges regering utfärdar deklarationen "Regeringen har funnit gott att förklara att det under det krig som utbrutit mellan Polen och det tyska riket skall iakttaga fullständig neutralitet" .
- 3 september
  - Frankrike och Storbritannien förklarar krig mot Tyskland, även Australien och Nya Zeeland förklarar Tyskland krig.
  - Den brittiska passagerarbåten Athenia anfalls utan varning av en tysk ubåt och sänks.
  - USA förklarar sig neutralt i det pågående kriget.
- 17 september – Sovjetunionen invaderar östra Polen.
- 29 september – Polen kapitulerar till Tyskland och Sovjetunionen, som delar landet mellan sig. Därmed upphör Polen att existera.

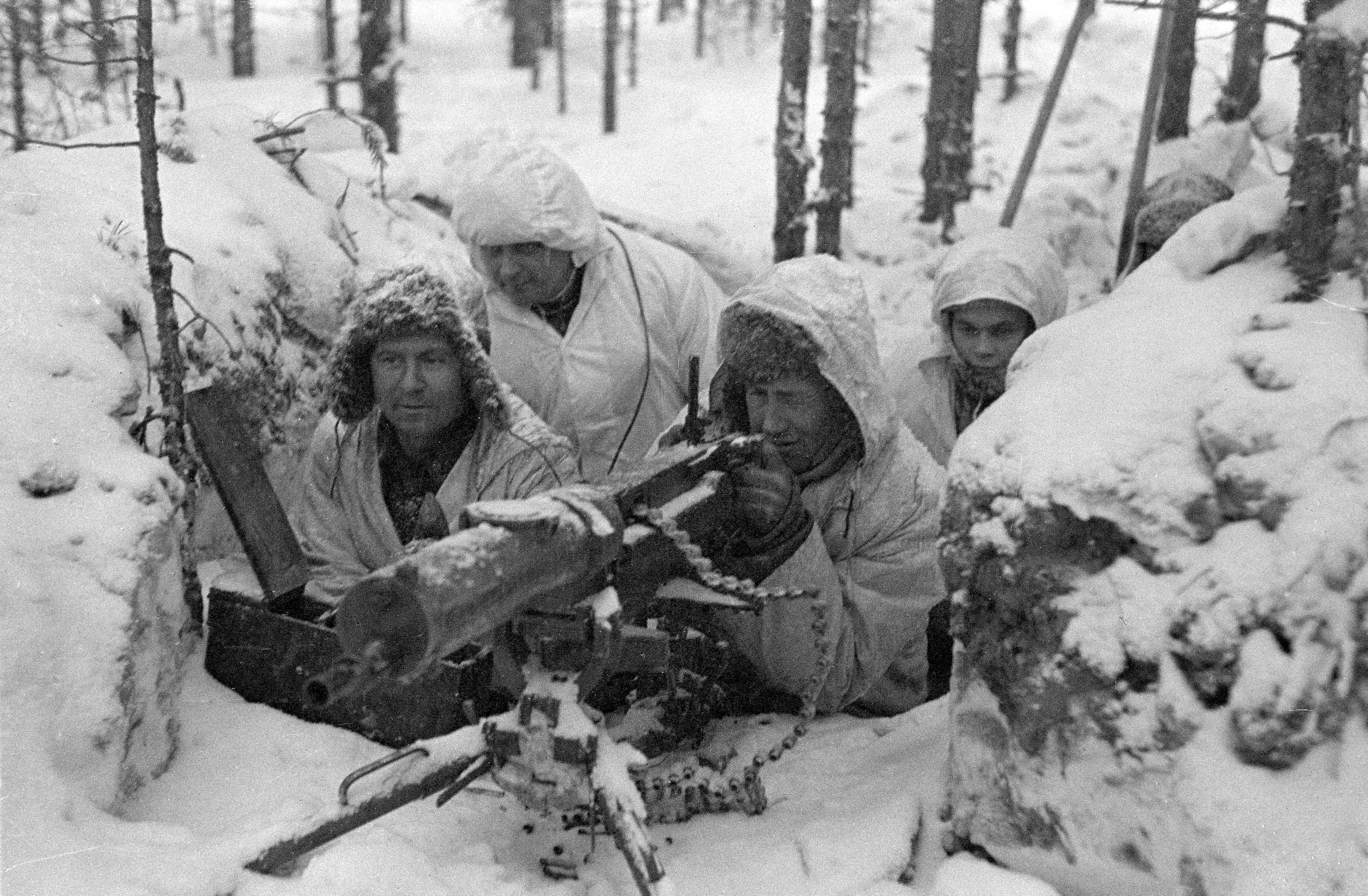
Finska vinterkriget.

- 30 november – Sovjetunionen anfaller Finland med att angripa finländska städer med bombflygplan, och startar därmed Finska vinterkriget. I Sverige förbereds stora hjälpinsatser. Förutom Helsingfors anfalls även Viborg och Hangö, och de sovjetiska soldaterna går över gränsen men stöter på hårt motstånd. Sverige förklarar sig som icke-krigförande part.

## Trender
- Massavrättningar av oppositionella i Sovjetunionen, flera skickade till arbetsläger.[3]
- Stark utökning av välfärdsstaten i de nordiska länderna.[4]
- Sverige reformerar alltmer sin kriminalvårdspolitik, med ökad satsning på återanpassning till samhället.[5]
- Så kallade pilsnerfilmer populära i Sverige.[6]
- Mycket skönlitteratur i Sverige skriven av författare från arbetarklassen.[7]
- Cykelsemesterns storhetstid i Sverige.[8]

## Födda
- 24 mars 1930 - Steve McQueen, amerikansk skådespelare.
- 31 maj 1930 - Clint Eastwood, amerikansk skådespelare och regissör.
- 8 februari 1931 - James Dean, amerikansk skådespelare.
- 23 juni 1931 - Ola Ullsten, svensk politiker, statsminister 1978-1979.
- 29 maj 1932 - Jan Malmsjö, svensk skådespelare, sångare och underhållare.
- 18 februari 1933 - Yoko Ono, japansk-amerikansk musiker och konstnär.
- 11 januari 1934 - Sven Wollter, svensk skådespelare.
- 11 juni 1934 - Staffan Westerberg, svensk regissör, manusförfattare och skådespelare.
- 9 november 1934 - Ingvar Carlsson, svensk politiker, statsminister 1986-1991, 1994-1996.
- 30 november 1934 - Björn Gustafson, svensk skådespelare.
- 8 januari 1935 - Elvis Presley, amerikansk rocksångare.
- 31 december 1936 - Siw Malmkvist, svensk schlagersångerska.
- 8 augusti 1937 - Dustin Hoffman, amerikansk skådespelare.
- 21 februari 1937 - Harald V av Norge, kung av Norge.
- 14 maj 1938 - Göran Zachrisson, svensk golfjournalist och TV-kommentator.
- 9 mars 1938 - Barbro "Lill-Babs" Svensson, svensk sångerska.
- 6 augusti 1938 - Helge Skoog, svensk skådespelare och komiker.
- 28 juli 1939 - Gösta Ekman den yngre, svensk skådespelare och regissör.
- 27 oktober 1939 - John Cleese, brittisk komiker och skådespelare.
- 26 november 1939 - Tina Turner, amerikansk sångerska och skådespelerska.

## Avlidna
- 4 april 1930 - Victoria av Baden, svensk drottning 1907-1930 gift med kung Gustaf V
- 25 december 1932 - Ernst Rolf, svensk revyartist. (född 1891)
- 2 augusti 1934 - Paul von Hindenburg, tysk militär, rikspresident 1925-1934. (född 1847)
- 12 januari 1938 - Gösta Ekman den äldre, svensk skådespelare och teaterdirektör. (född 1890)

### Fotnoter
1. ↑  75 år Sverige, Carl-Adam Nycop, Bokförlaget Bra böcker, 1976, sidan 88 - Sensationella André-fynd i polarisen
2. ↑  ”Keglined.com: An Illustrated History of the American Beer Can”. Arkiverad från originalet den 26 augusti 2016. https://web.archive.org/web/20160826023553/http://keglined.pssht.com/main.html.
3. ↑  ”Aftonbladet”. 25 februari 1999. http://wwwc.aftonbladet.se/special/1900/30/gulag.html. Läst 25 juli 2011.
4. ↑  ”Stockholms stadsbiliotek”. Arkiverad från originalet den 6 juni 2011. https://web.archive.org/web/20110606222028/http://www.norden.org/sv/fakta-om-norden/nordens-historia/fem-vaelfaerdsstater-i-en-global-vaerld-ca-1920-till-idag. Läst 25 juli 2011.
5. ↑  ”Kriminalvården”. Arkiverad från originalet den 23 juli 2014. https://web.archive.org/web/20140723134651/http://kriminalvarden.se/sv/Startsida-skolportal1/Brott-och-straff/En-fangslande-historia/. Läst 14 augusti 2011.
6. ↑  ”Aftonbladet”. 25 februari 1999. http://wwwc.aftonbladet.se/special/1900/30/noje.html. Läst 25 juli 2011.
7. ↑  ”Stockholms stadsbibliotek”. http://biblioteket.se/default.asp?id=135586. Läst 25 juli 2011.[död länk]
8. ↑  Sverige 1900-talet – När Sverige tog semester, NE, Bra Böcker, 2000